# 姚王街道
姚王街道，原为姚王镇，是中华人民共和国江苏省泰州市泰兴市下辖的一个乡镇级行政单位。
2021年3月11日，撤镇设街道。

## 行政区划
姚王街道下辖以下地区：
新镇社区、东阳社区、新星村、姚岱村、官沟村、王庄村、桑木村、朝阳村、十里甸村、北殷村、阡岱村、夏家岱村、石桥庄村、鲁堡村、毛庄村、东林村、王家堡村和封岱村。